# NGC 2642
NGC 2642 في الفهرس العام الجديد، هي مجرة، تقع في كوكبة الشجاع. اكتشفت في 19 فبراير 1830 بواسطة جون هيرشل.

## روابط خارجية
- NGC 2642 على موقع ويكي سكاي: DSS2, SDSS, GALEX, IRAS, Hydrogen α, X-Ray, Astrophoto, Sky Map, Articles and images